# Shjon Podein
Shjon Podein (né le 5 mars 1968 à Rochester, Minnesota, aux États-Unis) est un ancien joueur américain de hockey sur glace.

## Carrière de joueur
Venant d'un État américain où le hockey occupe une place de choix, Podein débuta avec son école secondaire. Il fit alla par la suite s'aligner avec l'équipe de l'Université du Minnesota à Duluth. Après trois saisons avec les Bulldogs, il devint professionnel. Il rejoint les rangs des Oilers du Cap-Breton, club-école des Oilers d'Edmonton, équipe qui l'avait repêché en 1988. En 1992-93, il joua pour la première fois dans la Ligue nationale de hockey avec les Oilers. Par contre, n'ayant pas un poste régulier au sein de l'équipe, il joua aussi avec Cap-Breton, les aidant à remporter la Coupe Calder.
Il obtint finalement un poste régulier dans la LNH lorsqu'il signa un contrat avec les Flyers de Philadelphie. Durant ces cinq saisons avec les Flyers, il a atteint la finale de la Coupe Stanley pour la première fois de sa carrière en 1997, Philadelphie s'inclina face aux Red Wings de Détroit. Il fut échangé en novembre 1998 à l'Avalanche du Colorado. Il y gagna finalement la Coupe Stanley en 2001. Il fut échangé au cours de la saison suivante aux Blues de Saint-Louis, avec lesquels il termina sa carrière dans la LNH.
Il joua trois autres saisons avant de prendre sa retraite du hockey. Il s'aligna deux saisons avec les Växjö Lakers HC en Suède et une dernière avec les IceBucks de Nikko/Kobe de l'Asia League.
Sur le plan internationale, il représenta à quelques reprises les États-Unis au Championnat du monde de hockey sur glace. Il a toujours été un joueur s'impliquant dans la communauté, il a ainsi fondé la Shjon Podein Children's Foundation et participa à divers programmes favorisant le hockey chez les jeunes. Son travail hors glace lui valut le trophée King-Clancy au terme de la saison 2000-2001.

## Statistiques
| Saison     | Équipe                                         | Ligue       |     | Saison régulière | Saison régulière | Saison régulière | Saison régulière | Saison régulière |    | Séries éliminatoires | Séries éliminatoires | Séries éliminatoires | Séries éliminatoires | Séries éliminatoires |
| Saison     | Équipe                                         | Ligue       | PJ  | B                | A                | Pts              | Pun              | PJ               | B  | A                    | Pts                  | Pun                  |                      |                      |
| 1985-1986  | Rockets de John Marshall High School           | HS          | 25  | 34               | 30               | 64               |                  |                  |    |                      |                      |                      |                      |                      |
| 1986-1987  | American International University              | NCAA-2      | 6   | 0                | 1                | 1                | 0                |                  |    |                      |                      |                      |                      |                      |
| 1987-1988  | Bulldogs de l'Université du Minnesota à Duluth | NCAA        | 30  | 4                | 4                | 8                | 48               |                  |    |                      |                      |                      |                      |                      |
| 1988-1989  | Bulldogs de l'Université du Minnesota à Duluth | NCAA        | 36  | 7                | 5                | 12               | 46               |                  |    |                      |                      |                      |                      |                      |
| 1989-1990  | Bulldogs de l'Université du Minnesota à Duluth | NCAA        | 35  | 21               | 18               | 39               | 36               |                  |    |                      |                      |                      |                      |                      |
| 1990-1991  | Oilers du Cap-Breton                           | LAH         | 63  | 14               | 15               | 29               | 65               | 4                | 0  | 0                    | 0                    | 5                    |                      |                      |
| 1991-1992  | Oilers du Cap-Breton                           | LAH         | 80  | 30               | 24               | 54               | 46               | 5                | 3  | 1                    | 4                    | 2                    |                      |                      |
| 1992-1993  | Oilers du Cap-Breton                           | LAH         | 38  | 18               | 21               | 39               | 32               | 9                | 2  | 2                    | 4                    | 29                   |                      |                      |
| 1992-1993  | Oilers d'Edmonton                              | LNH         | 40  | 13               | 6                | 19               | 25               |                  |    |                      |                      |                      |                      |                      |
| 1993-1994  | Oilers du Cap-Breton                           | LAH         | 5   | 4                | 4                | 8                | 4                |                  |    |                      |                      |                      |                      |                      |
| 1993-1994  | Oilers d'Edmonton                              | LNH         | 28  | 3                | 5                | 8                | 8                |                  |    |                      |                      |                      |                      |                      |
| 1994-1995  | Flyers de Philadelphie                         | LNH         | 44  | 3                | 7                | 10               | 33               | 15               | 1  | 3                    | 4                    | 10                   |                      |                      |
| 1995-1996  | Flyers de Philadelphie                         | LNH         | 79  | 15               | 10               | 25               | 89               | 12               | 1  | 2                    | 3                    | 50                   |                      |                      |
| 1996-1997  | Flyers de Philadelphie                         | LNH         | 82  | 14               | 18               | 32               | 41               | 19               | 4  | 3                    | 7                    | 16                   |                      |                      |
| 1997-1998  | Flyers de Philadelphie                         | LNH         | 82  | 11               | 13               | 24               | 53               | 5                | 0  | 0                    | 0                    | 10                   |                      |                      |
| 1998-1999  | Flyers de Philadelphie                         | LNH         | 14  | 1                | 0                | 1                | 0                |                  |    |                      |                      |                      |                      |                      |
| 1998-1999  | Avalanche du Colorado                          | LNH         | 41  | 2                | 6                | 8                | 24               | 19               | 1  | 1                    | 2                    | 12                   |                      |                      |
| 1999-2000  | Avalanche du Colorado                          | LNH         | 75  | 11               | 8                | 19               | 29               | 17               | 5  | 0                    | 5                    | 8                    |                      |                      |
| 2000-2001  | Avalanche du Colorado                          | LNH         | 82  | 15               | 17               | 32               | 68               | 23               | 2  | 3                    | 5                    | 14                   |                      |                      |
| 2001-2002  | Avalanche du Colorado                          | LNH         | 41  | 6                | 6                | 12               | 39               |                  |    |                      |                      |                      |                      |                      |
| 2001-2002  | Blues de Saint-Louis                           | LNH         | 23  | 2                | 4                | 6                | 2                | 10               | 0  | 0                    | 0                    | 6                    |                      |                      |
| 2002-2003  | Blues de Saint-Louis                           | LNH         | 68  | 4                | 6                | 10               | 28               | 7                | 0  | 1                    | 1                    | 6                    |                      |                      |
| 2003-2004  | Växjö Lakers HC                                | Allsvenskan | 33  | 11               | 16               | 27               | 18               | 5                | 0  | 0                    | 0                    | 2                    |                      |                      |
| 2004-2005  | Växjö Lakers HC                                | Allsvenskan | 29  | 9                | 12               | 21               | 38               | 1                | 0  | 0                    | 0                    | 25                   |                      |                      |
| 2005-2006  | IceBucks de Nikko/Kobe                         | ALIH        | 26  | 7                | 7                | 14               | 55               | 3                | 0  | 3                    | 3                    | 10                   |                      |                      |
| Totaux LNH | Totaux LNH                                     | Totaux LNH  | 699 | 100              | 106              | 206              | 439              | 127              | 14 | 13                   | 27                   | 132                  |                      |                      |

### Statistiques en équipe nationale
| Année | Équipe | Compétition |   | PJ | B | A  | Pts | Pun |  | Résultat |
| 1993  | CM     | 6           | 1 | 3  | 4 | 8  |     |     |  |          |
| 1994  | CM     | 8           | 3 | 1  | 4 | 14 |     |     |  |          |
| 1998  | CM     | 4           | 0 | 0  | 0 | 4  |     | 12e |  |          |

## Honneurs et trophées
- 1993 : remporta la Coupe Calder avec les Oilers du Cap-Breton.
- 2001 : remporta la Coupe Stanley avec l'Avalanche du Colorado.

## Transactions en carrière
- 27 juillet 1994 : signe un contrat comme agent-libre avec les Flyers de Philadelphie.
- 12 novembre 1998 : échangé à l'Avalanche du Colorado par les Flyers de Philadelphie en retour de Keith Jones.
- 11 février 2002 : échangé aux Blues de Saint-Louis par l'Avalanche du Colorado en retour de Mike Keane.

## Sources & Liens externes
Sources
- hockeydb.com
- Legends of Hockey
- EuroHockey.com

Liens
- Shjon Podein Children's Foundation